# Rhacophorus penanorum
Rhacophorus penanorum är en groddjursart som beskrevs av J. Maximilian Dehling 2008. Rhacophorus penanorum ingår i släktet Rhacophorus och familjen trädgrodor. Inga underarter finns listade i Catalogue of Life.